# BK Högland
Bowlingklubben Högland är en damklubb från Nässjö som spelar i Elitserien. Klubben hör till sverigeeliten med SM-silver 2014, SM-brons 2015, 2016 och 2017.